# Gourdon (Ardèche)
Gourdon é uma comuna francesa na região administrativa de Auvérnia-Ródano-Alpes, no departamento de Ardèche. Estende-se por uma área de 12,84 km². Em 2010 a comuna tinha 88 habitantes (densidade: 6,9 hab./km²).